# Berndt Ivar Aminoff
Berndt Ivar Aminoff, född 8 oktober 1843 i Helsingfors, död 28 februari 1926 i Viborg, var en finländsk arkitekt. Han tjänstgjorde som länsarkitekt i Viborgs och Vasa län.

## Familj
Aminoffs var son till översten och lantdagsmannen Berndt Aminoff och Ida Matilda Avellan samt dotterson till historieprofessor Johan Henrik Avellan. Han gifte sig första gången 1870 med Ebba Örn (5 juni 1851 Helsingfors – 24 december 1889 Viborg) som var dotter till översten Carl Ferdinand Örn och Natalia Frankenheuser. År 1893 gifte han sig med Olga Maria Thesleff, som var dotter till generalmajor Alexander Adam Thesleff och Eugenia Amalia Thesleff samt avled 62 år gammal 1911. Aminoffs tredje hustru var Anna Ottilia Häggman från 1913 till 1919. Aminoff hade tre barn i första äktenskapet:
- Stationsinspektor Bruno Roland Aminoff (2 augusti 1871 Helsingfors – 3 mars 1929 Kexholm)
- Elsa Iduna Michailoff, hustru till företagaren Johannes Georg Michailoff (24 juli 1872 Kausala – 17 juni 1959 Helsingfors)
- Kronolänsmansadjunkt Leon Harald Aminoff (3 mars 1879 Sordavala – 28 oktober 1942 Ruovesi)

## Karriär
Aminoff påbörjade sina studier vid Finska kadettkåren i Fredrikshamn 1858, varifrån han flyttade till Helsingfors för att studera till ingenjör och utexaminerades från Helsingfors tekniska realskola 1869. Under åren 1866–1867 studerade han fria konster vid Kungliga Akademien för de fria konsterna i Stockholm. Efter examen reste Aminoff till Ryssland för att arbeta med järnvägsundersökningar 1869-1870, varefter han återvände till Finland. Efter att ha arbetat med järnvägsundersökningar blev Aminoff först tillförordnad och sedan från 1872 ordinarie stationschef i Kausala, men flyttade till Helsingfors som arkitekt vid Överstyrelsen för allmänna byggnader 1873. Han ledde bland annat byggandet av fyrar på Ladoga och uppförandet av länsfängelset i Viborg i slutet av 1870-talet och början av 1880-talet. År 1889 utsågs Aminoff av den finska staten till medlem i en kommission som skulle värdera Finska gardesbataljonens byggnader i Krasnoje Selo. Aminoff blev chef för Vasa läns byggnadskontor och länsarkitekt 1884 och motsvarande tjänsteman i Viborg i april 1887. Från den sistnämnda tjänsten pensionerade han sig i juni 1914.
Aminoff var en av grundarna till föreningen Viborgs Konstvänner, som grundades 1890. Andra grundare var industrimannen och konsuln Eugen Wolff, Konstföreningens ombud i Viborg och vicepresidenten i hovrättens hustru Lilli Fabritius, konsthandlaren Conrad Oldenburg, stadsarkitekten Brynolf Blomqvist, kommerserådet Wilhelm Hackman, kommerserådet Paul Wahls dotter Thella Frankenhaeuser och Mathilda Lagerspetz. Aminoff fungerade också som sekreterare i föreningen Viborgs Konstvänner i 20 år. Föreningen hade ett starkt inflytande på tillkomsten av Viborgs konstmuseum.
Föreningen Viborgs Konstvänner grundade Viborgs konstvänners ritskola. Aminoff ledde ritskolan från 1891. Ritskolans mest kända elev var Hugo Simberg. Ritskolan skapade en egen konstnärskoloni i Viborg.
Aminoff fungerade som den första ordföranden för Viborgs arkitekter-klubben, som grundades 1912. Han var också en av grundarna av Viborgs Tekniska klubb och tjänstgjorde som klubbens vice ordförande 1896-1899. Aminoff var ordförande för Viborgs amatörfotografers klubb. Aminoff var en flitig talare och föreläsare.
Han var särskilt intresserad av egyptisk arkitektur och genomförde flera forskningsresor till Alexandria. Tekniska föreningens förhandlingar publicerade Aminoffs skrifter "Framtidens arkitektur i förhållande till kultur och dekorativ konst", "Egyptens pyramider", "Cheopspyramidens hemlighet och Serapeum" samt "Sambandet mellan arkitektur och harmoniska längdmått". I Arkitekten publicerade han 1917 skriften "Geometriska seriemått, deras betydelse och förekomst i bildkonsten". I utbyggnadsarbetet av Sordavala kyrka (1895) använde han egyptiska influenser, men kyrkan förstördes under andra världskriget.
Rysslands kejsare, Finlands storfurste Alexander III tilldelade Aminoff Sankt Stanislausordens kors av tredje klassen år 1891.